# Vladímir Liberzon
Vladímir Mikhàilovitx Liberzon (hebreu: ולדימיר מיכאילוביץ' ליברזון‎; rus: Влади́мир Миха́йлович Либерзо́н; Moscou, 23 de març de 1937, - 4 d'agost de 1996) va ser un jugador d'escacs israelià, que va començar la seva carrera sota bandera soviètica, i que va tenir el títol de Gran Mestre des de 1966.

## Resultats destacats en competició
Liberzon va jugar en diversos campionats soviètics, el seu millor resultat va ser un quart lloc al 36è campionat, a Almati 1968/69. Altres resultats van ser menys notables; en la seva primera participació va acabar a la part baixa de la taula, a Tbilisi 1966/67, mentre que va aconseguir unes bones actuacions i quedar a la part mitja de la taula a Moscou 1969 i a Riga 1970.
En tornejos fou primer a Moscou (Campionat del Club Central d'Escacs) en 1963, 1964, i 1965, quart a Kislovodsk 1964, cinquè a Yerevan 1965, en segon lloc a Leipzig 1965, primer a Zinnowitz 1967, primer a Debrecen 1968, segon lloc a Amsterdam 1969, tercer a Dubnà 1971 i tercer empatat a Luhačovice.
Liberzon va ser el primer Gran Mestre de la Unió Soviètica a qui se li va permetre emigrar a Israel el 1973. En conseqüència, es va convertir en el primer Gran Mestre d'Israel. Va guanyar el campionat israelià el 1974.
Després d'haver transferit la nacionalitat, va continuar puntuant bé en competicions internacionals, acabant primer a Venècia 1974, primer a Lone Pine 1975, segon igual a Netanya 1975, segon empatat a Reykjavík 1975, primer empatat a Beerxeba 1976, primer empatat a Netanya 1977, 3r a Amsterdam 1977, primer empatat a Lone Pine 1979 i quart empatat a Beer-Sheva 1984.
Liberzon va jugar representant Israel en quatre olimpíades d'escacs.
- El 1974, al primer tauler a la 21a Olimpíada de Niça (+4 –3 =8);
- El 1976, al primer tauler a la 22a Olimpíada a Haifa (+2 –2 =6);
- El 1978, al segon tauler a la 23a Olimpíada de Buenos Aires (+1 –2 =6);
- El 1980, al primer tauler a la 24a Olimpíada de La Valletta (+2 –2 =5).

Segons William Hartston, a The Independent, Liberzon era conegut per la seva disciplinada professionalitat i això el va convertir en un dels jugadors més constants del circuit de torneigs dels anys 60 i 70. El seu trasllat a Israel va ser, amb tota probabilitat, un catalitzador dels grans avenços dels escacs que s'hi van produir els anys següents.
Pel que fa a partides, Hartston cita la següent, de Moscou 1963. És una partida d'atac contra un campió del món, Mikhaïl Tal. El més instructiu és que Liberzon fa que els alfils de color contrari treballin a favor seu. Blanc: Vladimir Liberzon Negre: Mikhail Tal Defensa Nimzoíndia 1 d4 Cf6 2 c4 e6 3 Cc3 Ab4 4 e3 0-0 5 Ad3 d5 6 a3 dxc4 7 Axc4 Ad6 8 Cf3 Cc6 9 Cb5 e5 10 Cxd6 Dxd6 11 dxe5 Dxd1+ 12 Txd1 Cg4 13 Te1 Cgxe5 14 Cxe5 Cxe5 15 Ae2 Af5 16 Ad2 Cd3+ 17 Axd3 Axd3 18 Tc1 Tac8 19 f3 c5 20 Tf2 f5 21 Thg1 Tc6 22 Ac3 h5 23 h3 Tg6 24 a4 c4 25 Tgd1 Td8 26 Td2 Td5 27 Tcd1 Tb6 28 a5 Tb3 29 Tg1 b5 30 axb6 axb6 31 g4 fxg4 32 hxg4 Tg5 33 gxh5 Tbb5 34 Tdd1 Tf7 35 e4 Tg8 36 Te3 Tf8 37 Ta1 Txg1 38 Txg1 Txh5 39 Txg7 Ac2 40 Tb7 b5 41 e5 Af5 42 Txb5 Th6 43 Tb8+ Te7 44 Tb7+ Td8 45 Aa5+ Te8 46 Tf4 Ad3 47 Ab4 Td8 48 Tg7 Te8 49 Ad6 Ae2 50 Tg5 Th1 51 f4 Th5+ 52 Tg6 Th1 53 e6 Ad3+ 54 Tf6 1-0.
Liberzon va morir a casa seva d'un atac de cor, el cos va ser trobat tres dies després.

## Altres partides notables
- Vladimir Liberzon vs Efim Geller, Leningrad 1961, Ruy Lopez, Schliemann Defense, C63, 1-0
- Vladimir Liberzon vs Tigran Petrosian, Moscou 1964, Defensa francesa, Variació Winawer, C18, 1-0
- Yaacov Murey vs Vladimir Liberzon, Moscou 1965, Defensa siciliana, Paulsen, Variació Bastrikov, B49, 0-1
- Vladimir Liberzon vs Lajos Portisch, Yerevan 1965, Defensa siciliana, Variació Sozin, B89, 1-0
- Jan Timman vs Vladimir Liberzon, Venècia 1974, Defensa francesa, Variació avançada, Línia principal, C02, 0-1
- Luděk Pachman vs Vladimir Liberzon, Netanya 1975, King's Indian, Sämisch, Orthodox, E87, 0-1
- Vladimir Liberzon vs Vladimir Tukmakov, Balears 1989, Defensa Siciliana, Richter-Rauzer, Variació Neo-Modern, B66, 1-0